# Walmor Oliveira de Azevedo
Walmor Oliveira de Azevedo (Cocos, 26 de abril de 1954) é um bispo católico brasileiro. É o arcebispo de Belo Horizonte.

## Estudos e presbiterado
Dom Walmor fez seus estudos escolares no Grupo Escolar Sebastião Azevedo, em Cocos, na Bahia, no período de 1961 a 1965. Em Caetité, frequentou o Seminário São José entre 1966 e 1968 e o Instituto de Educação Anísio Teixeira em 1969. Em Juiz de Fora estudou no Seminário Menor Santo Antônio nos anos 1970 e 1971.
Estudou Filosofia no Seminário Arquidiocesano Santo Antônio, em Juiz de Fora, e na Faculdade Dom Bosco de Filosofia, em São João del-Rei, onde concluiu em 1975. Fez seus estudos teológicos no Seminário Arquidiocesano Santo Antônio, em Juiz de Fora no período de 1974 a 1977.
Foi ordenado padre no dia 9 de setembro de 1977, na cidade de Juiz de Fora e incardinado na Arquidiocese de Juiz de Fora. Obteve o mestrado em Ciências Bíblicas, pelo Pontifício Instituto Bíblico, em Roma, no ano de 1980. Doutourou-se em Teologia Bíblica pela Pontifícia Universidade Gregoriana, em Roma, em 1985.

## Atividades durante o presbiterado
Durante o seu presbiterato foi coordenador do curso de Teologia no Seminário Arquidioesano Santo Antônio, em Juiz de Fora; De 1980 a 1984 foi coordenador Arquidiocesano de Pastoral Vocacional; Professor de Exegese Bíblica; Vigário paroquial; Coordenador dos cursos de filosofia e teologia, em 1986 e 1987; Pároco entre os anos de 1988 a 1998; Professor da Universidade Federal de Juiz de Fora, entre 1987 e 1998; Reitor do Seminário Arquidiocesano Santo Antônio, em Juiz de Fora, em 1989-1998; Membro do Conselho de Presbíteros, 1986-1998; Coordenador de região pastoral, 1986-1988; Professor do Centro de Ensino Superior, em Juiz de Fora (1986-1990); Professor na Pontifícia Universidade Católica do Rio de Janeiro (1991-1994); Chefe do Departamento de Ciência da Religião, em 1995 na Universidade Federal de Juiz de Fora; Membro do Colégio de Consultores, de 1989 a 1998 e Professor de cursos de Férias na Pontifícia Universidade Católica de Minas Gerais, 1986-1991.

## Episcopado

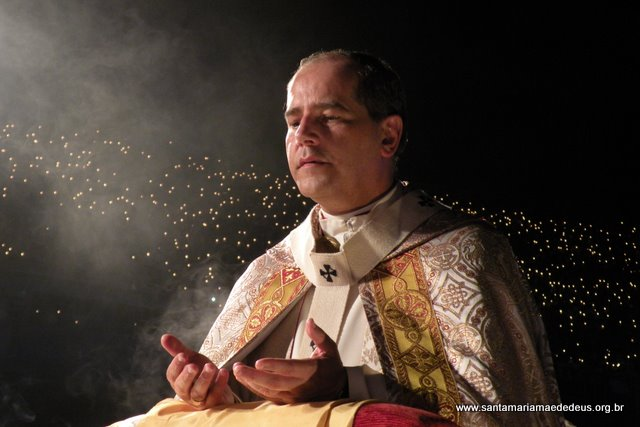
Dom Walmor no momento de Adoração ao Santíssimo na 13ª Torcida de Deus no Mineirão

No dia 21 de janeiro de 1998, o Papa João Paulo II o nomeou bispo auxiliar de Salvador, recebendo a ordenação episcopal como bispo-titular de Caliábria no dia 10 de maio, em Juiz de Fora, das mãos de Dom Frei Lucas Cardeal Moreira Neves, O.P., arcebispo de São Salvador da Bahia, coadjuvado por Dom Frei Clóvis Frainer, O.F.M. Cap., arcebispo de Juiz de Fora e por Dom Eurico dos Santos Veloso, bispo de Luz.  Escolheu como lema de vida episcopal: Ut mederer Contritis Corde (Enviou-me para curar os corações feridos – Is 61,1d).
No dia 28 de janeiro de 2004, o Papa João Paulo II o nomeou arcebispo de Belo Horizonte, onde tomou posse no dia 26 de março do mesmo ano. Em 1999 foi integrado como membro da Comissão Episcopal de Doutrina da CNBB, da qual assumiu como presidente desde 2004.
Em 2007 foi eleito presidente da Comissão Episcopal Pastoral para a Doutrina da Fé da CNBB, cargo que ocupou até maio de 2011. Em maio de 2007 participou da Quinta Conferência Geral do Episcopado Latino-americano e Caribenho, como membro delegado, na cidade de Aparecida. Mesmo ano que foi escolhido como presidente do regional Leste 2 (estados do Espírito Santo e Minas Gerais) da CNBB. No dia 8 de novembro de 2007 foi eleito membro da Academia Mineira de Letras.
No mês de outubro de 2008 participou da 12ª Assembleia Ordinária do Sínodo dos Bispos que aconteceu em Roma.
Em maio de 2009 recebeu o título de Cidadão Honorário de Minas Gerais. O Papa Bento XVI, no dia 26 de agosto de 2009 o nomeou como membro da Congregação para a Doutrina da Fé, no Vaticano.
No dia 7 de março de 2010 recebeu o título de Cidadão Honorário de Ribeirão das Neves, e no dia 21 de março do mesmo ano, foi homenageado com o Diploma de Honra ao Mérito, da Câmara Municipal de Belo Horizonte. Aos 28 de julho de 2010 o Papa Bento XVI o nomeou como Ordinário para os fiéis católicos de Rito Oriental residentes no Brasil sem rito próprio, sendo o primeiro arcebispo fora da sé de São Sebastião do Rio de Janeiro a ser nomeado para este encargo.

### Presidente da CNBB
No dia 6 de maio de 2019 foi eleito presidente da Conferência Nacional dos Bispos do Brasil, para o quadriênio de 2019-2023.

## Ordenações episcopais
Dom Walmor foi o celebrante principal das ordenações episcopais de::
1. Joaquim Giovanni Mol Guimarães,  nomeado bispo auxiliar de Belo Horizonte, aos 25 de março de 2006, em Belo Horizonte.
2. Aloísio Jorge Pena Vitral, nomeado bispo auxiliar de Belo Horizonte, aos 25 de março de 2006, em Belo Horizonte.
3. Luis Gonzaga Féchio, nomeado bispo auxiliar de Belo Horizonte, aos 19 de março de 2011, em São Carlos.
4. Wilson Luís Angotti Filho, nomeado bispo auxiliar de Belo Horizonte, aos 1 de julho de 2011, em Taquaritinga.
5. João Justino de Medeiros Silva, nomeado bispo auxiliar de Belo Horizonte, aos 11 de fevereiro de 2012, em Juiz de Fora.
6. José Carlos de Souza Campos, nomeado bispo de Divinópolis, aos 25 de maio de 2014, em Divinópolis.
7. Paulo Jackson Nóbrega de Sousa, nomeado bispo de Garunhus, aos 18 de julho de 2015, em Patos.
8. Otacílio Ferreira de Lacerda, nomeado bispo auxiliar de Belo Horizonte, aos 18 de março de 2017, em Aparecida.
9. Vicente de Paula Ferreira, C.Ss.R., nomeado bispo auxiliar de Belo Horizonte, aos 27 de maio de 2017, em Belo Horizonte.
10. Hernaldo Pinto Farias, S.S.S., nomeado bispo de Bonfim, aos 15 de setembro de 2019, em Belo Horizonte.
11. Nivaldo dos Santos Ferreira, nomeado bispo auxiliar de Belo Horizonte, aos 11 fevereiro de 2021, em Belo Horizonte.
12. Júlio César Gomes Moreira, nomeado bispo auxiliar de Belo Horizonte, aos 13 de fevereiro de 2021, em Brasília.
13. Joel Maria dos Santos, nomeado bispo auxiliar de Belo Horizonte, aos 18 dezembro de 2021, em Belo Horizonte.
14. Dirceu de Oliveira Medeiros, nomeado bispo de Camaçari, aos 4 de dezembro de 2021, em São João del-Rei.
15. Edmar José da Silva, nomeado bispo auxiliar de Belo Horizonte, aos 11 de maio de 2024, em Alto Rio Doce.

Foi coadjuvante da ordenação episcopal de:
1. Eduardo Benes de Sales Rodrigues, nomeado bispo auxiliar de Porto Alegre, aos 21 de junho de 1998, em Juiz de Fora. O celebrante principal foi Dom Clóvis Frainer, O.F.M.Cap.
2. José Francisco Rezende Dias, nomeado bispo auxiliar de Pouso Alegre, aos 2 de junho de 2001, em Belo Horizonte. O celebrante principal foi Dom Ricardo Pedro Chaves Pinto Filho, O.Præm.
3. Dominique Marie Jean Denis You, nomeado bispo auxiliar de São Salvador da Bahia, aos 10 de fevereiro de 2003, em Lourdes. O celebrante principal foi Dom Geraldo Majella Cardeal Agnelo.
4. João Carlos Petrini, nomeado bispo auxiliar de São Salvador da Bahia, aos 10 de março de 2005, em Salvador. O celebrante principal foi Dom Geraldo Majella Cardeal Agnelo.
5. Josafá Menezes da Silva, nomeado bispo auxiliar de São Salvador da Bahia, aos 10 de março de 2005, em Salvador. O celebrante principal foi Dom Geraldo Majella Cardeal Agnelo.
6. Ilson de Jesus Montanari, nomeado arcebispo-secretário da Congregação para os Bispos, aos 7 de novembro de 2013, em Ribeirão Preto. O celebrante principal foi Dom Moacir Silva.
7. Edson José Oriolo dos Santos, nomeado bispo auxiliar de Belo Horizonte, aos 11 de julho de 2015, em Pouso Alegre. O celebrante principal foi Dom João Bosco Oliver de Faria.
8. Rubival Cabral Britto, O.F.M., nomeado bispo de Grajaú, aos 11 de fevereiro de 2017, em Vitória da Conquista. O celebrante principal foi Dom Luís Gonzaga Silva Pepeu, O.F.M.Cap.
9. Geovane Luís da Silva, nomeado bispo auxiliar de Belo Horizonte, aos 25 de março de 2017, em Barbacena. O celebrante principal foi Dom Geraldo Lyrio Rocha.
10. Roberto José da Silva, nomeado bispo de Janaúba, aos 17 de agosto de 2019, em Santos Dumont. O celebrante principal foi Dom Gil Antônio Moreira.
11. Lindomar Rocha Mota, nomeado bispo de São Luís de Montes Belos, aos 14 de março de 2020, em Curvelo. O celebrante principal foi Dom Darci José Nicioli, C.Ss.R.
12. José Otácio Oliveira Guedes, nomeado bispo auxiliar de Belo Horizonte, aos 10 de agosto de 2024, em Niterói. O celebrante principal foi  Dom José Francisco Rezende Dias.